# محمود منتظرظهور
محمود منتظرظهور (متولد ۱۳۱۸) اقتصاددان ایرانی است. او برای نگارش کتاب اصول اقتصاد کلان در سال ۱۳۵۰ برندهٔ جایزه سلطنتی کتاب سال شد.